# The Rapino Brothers
The Rapino Brothers, anche conosciuti come The Rapino Bros e Rapination, erano un duo di produttori italiano composto da Charlie Rapino e Marco Sabiu.

## Storia
I Rapino Brothers nacquero dall'incontro di Charlie Rapino e Marco Sabiu e iniziarono la loro attività sul finire degli anni ottanta. Dopo aver operato a Bologna, i due artisti si trasferirono successivamente a Londra nel 1992. Loro sono produzioni e remix per artisti pop ed eurodance come i Take That (Could It Be Magic, 1992), Haddaway (What Is Love?, 1993), Kylie Minogue (Automatic Love, 1994), Corona (The Rhythm of the Night, 1995), Paola e Chiara (Vamos a bailar (Esta vida nueva), 2000), e Cher (Song for the Lonely, 2001). Sempre operando nel campo della dance, pubblicarono vari singoli a loro nome, esordendo con Reach to the Top del 1991 e pubblicando in seguito Love Me the Right Way (1992), brano cantato da Kym Mazelle che raggiunse l'Official Singles Chart britannica nel mese di gennaio del 1993. Dopo essersi sciolti negli anni duemila, i due artisti proseguirono la loro carriera musicale come solisti: Rapino divenne responsabile del settore artistico e del roster internazionale per la Sony International nonché presidente della Decca prima di diventare noto come "insegnante" del programma televisivo Amici, mentre Sabiu fu compositore e pianista per Luciano Pavarotti, Françoise Hardy e Perry Blake fra i tanti. Nel 2014 il duo tornò in sala d'incisione per comporre le musiche del film Il ricco, il povero e il maggiordomo con Aldo, Giovanni e Giacomo.

## Discografia

### Singoli
- 1991 – Reach to the Top
- 1991 – Nocha Paradiso
- 1991 – I'm in Love
- 1992 – Love Me the Right Way (con Kym Mazelle)
- 1993 – Here's My A